# Serebrjanka
Serebrjanka (ryska: Серебрянка) är ett vattendrag i Belarus.   Det ligger i voblasten Mahiljoŭs voblast, i den östra delen av landet, 280 km öster om huvudstaden Minsk.
Trakten runt Serebrjanka består till största delen av jordbruksmark. Runt Serebrjanka är det ganska glesbefolkat, med 21 invånare per kvadratkilometer.